# Groot rijnschip

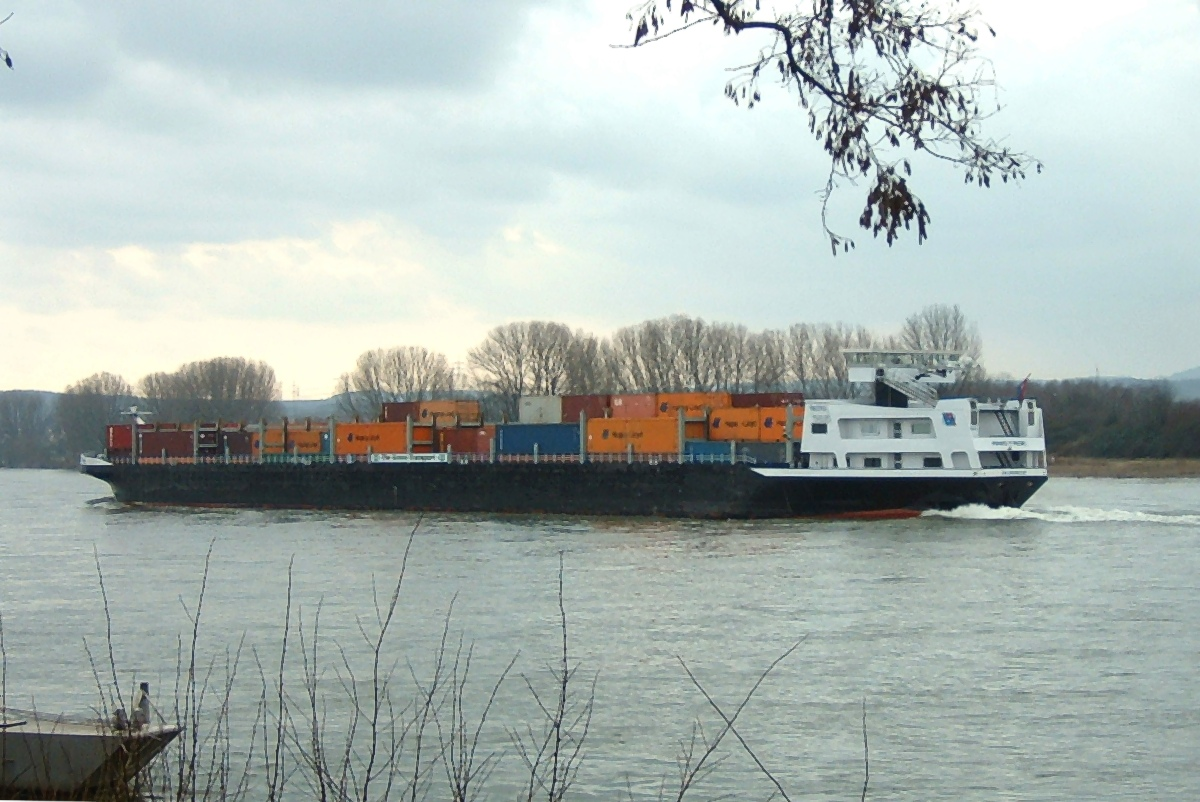
De Covano (voorheen Amistade), een groot rijnschip met ENI-nummer 02323931

Een groot rijnschip, ook wel rijnaak genoemd, is een binnenschip dat is ontworpen voor waterwegen die men sinds 1992 indeelt in CEMT-klasse V. 
Een groot rijnschip kan maximaal zo'n 1500 à 4200 ton vervoeren en heeft een diepgang van 2,70 tot 3,60 meter. Deze schepen hebben een lengte van 95 tot 135 meter en een breedte van 11,45 meter. Tevens zijn er schepen tot een breedte van 17,40 meter en met een tonnage van 5200 ton.
Een zee-rijnschip is een schip dat aan dezelfde specificaties voldoet, en bovendien geschikt is om in de kleine handelsvaart, en dan vooral op Groot-Brittannië en naar het Iberisch Schiereiland, gebruikt te worden. Men spreekt meestal van een kruiplijncoaster.